# Kersley Appou
Kersley Appou (sinh ngày 24 tháng 4 năm 1970) là một cầu thủ bóng đá thi đấu cho US Beau-Bassin Rose-Hill ở Giải bóng đá ngoại hạng Mauritius ở vị trí tiền đạo. Anh cũng từng đại diện Mauritius internationally cùng với Đội tuyển bóng đá quốc gia Mauritius, ghi 10 bàn thắng. Đó là số bàn thắng nhiều nhất ghi được trong lịch sử bóng đá Mauritius. Vào ngày 13 tháng 4 năm 2014, lúc 43 tuổi và 354 ngày, Appou trở thành cầu thủ châu Phi lớn tuổi nhất thi đấu bóng đá quốc tế, vượt qua kỉ lục của huyền thoại người Cameroon Roger Milla tại Giải vô địch bóng đá thế giới 1994.